# Fatimata Diallo Ba
Fatimata Diallo Ba est une écrivaine et enseignante franco-sénégalaise.
Elle est l'autrice de trois ouvrages dont le dernier, intitulé Tisserandes, est sorti en 2025.
En 2023, elle remporte le prix Cénacle National des Jeunes Écrivains du Sénégal avec son roman Rouges Silences.

## Biographie
Fatimata Diallo Ba est née à Dakar à la fin des années 1960 d'un couple d'enseignants d'origine peulh. Elle grandit Dakar entre les quartiers Liberté 5 et Baobab. Elle obtient son baccalauréat au Lycée Kennedy à Dakar. Elle fait ses études en lettres classiques à l'université de Poitiers et ensuite à la Sorbonne à Paris. Elle obtient la nationalité française en 1999 et passe le CAPES. Elle est par la suite affectée dans la ville de Nanterre où elle enseigne pendant 17 ans. En 2007, elle quitte la France et retourne s'installer au Sénégal où elle poursuit sa carrière d'enseignants en tant que professeur de lettres classiques au Lycée français Jean Mermoz de Dakar.
En 2017, elle publie son premier roman intitulé Des cris sous la peau.
Fatimata Diallo Ba est également chroniqueuse littéraire pour une chaine de télévision sénégalaise.

## Oeuvre
- Des cris sous la peau, Presses Panafricaines, 2017, 150 pages[5].
- Rouges Silences, Harmattan Sénégal, 2022[6].
- Tisserandes, Harmattan Sénégal, 2025, 126 pages.

## N.otes et références
1. 1 2  « De Pompéi à la Médina par Fatimata Diallo Ba », sur lepetitjournal.com (consulté le 31 mars 2025)
2. 1 2  « Lettres Jumelles », sur SenePlus, 5 février 2020 (consulté le 31 mars 2025)
3. ↑  « Fatimata Diallo BA : L’Éclat de la Plume Lauréate », sur Magazine Sénégal Njaay - Senegal-njaay.com littérature Africaine littérature sénégalaise Art et Culture, 26 décembre 2023 (consulté le 31 mars 2025)
4. ↑  « Des cris sous la peau », sur Mots et Couleurs, 29 juillet 2020 (consulté le 31 mars 2025)
5. ↑  Agnes, « Des cris sous la peau - Fatimata Diallo Ba », sur La Cene Littéraire, 27 février 2019 (consulté le 31 mars 2025)
6. ↑  Amadou Elimane Kane, « Rouges silences de Fatimata Diallo ba ou l'intensité d’un réalisme magique », sur SenePlus, 23 mars 2025 (consulté le 31 mars 2025)